# La Moncelle
La Moncelle ist eine ehemalige französische Gemeinde mit 134 Einwohnern (Stand: 1. Januar 2022) im Département Ardennes in der Région Grand Est (vor 2016 Champagne-Ardenne). Die Gemeinde gehörte zum Arrondissement Sedan. Die Bewohner werden Lamoncellois und Lamoncelloises genannt.
Der Erlass vom 14. September 2023 legte mit Wirkung zum 1. Januar 2024 die Eingliederung von La Moncelle als Commune déléguée in die neue Commune nouvelle Bazeilles fest.

## Geografie
La Moncelle liegt etwa vier Kilometer ostsüdöstlich von Sedan nördlich der Argonnen.
Umgeben wird La Moncelle von der Nachbargemeinde und den Communes déléguées:
|                              | Daigny                                      |                                           |
|                              | Kompassrose, die auf Nachbargemeinden zeigt | Rubécourt-et-Lamécourt (Commune déléguée) |
| Bazeilles (Commune déléguée) |                                             |                                           |

## Bevölkerungsentwicklung
| La Moncelle: Einwohnerzahlen von 1793 bis 2021                                                                             | La Moncelle: Einwohnerzahlen von 1793 bis 2021 | La Moncelle: Einwohnerzahlen von 1793 bis 2021 | La Moncelle: Einwohnerzahlen von 1793 bis 2021 | La Moncelle: Einwohnerzahlen von 1793 bis 2021 |
| --- | ---------------------------------------------- | ---------------------------------------------- | ---------------------------------------------- | ---------------------------------------------- |
| Jahr |                                                |                                                |                                                | Einwohner                                      |
| 1793 | 1793                                           |                                                | 244                                            | 244                                            |
| 1800 | 1800                                           |                                                | 260                                            | 260                                            |
| 1806 | 1806                                           |                                                | 268                                            | 268                                            |
| 1821 | 1821                                           |                                                | 242                                            | 242                                            |
| 1831 | 1831                                           |                                                | 273                                            | 273                                            |
| 1836 | 1836                                           |                                                | 320                                            | 320                                            |
| 1841 | 1841                                           |                                                | 370                                            | 370                                            |
| 1846 | 1846                                           |                                                | 347                                            | 347                                            |
| 1851 | 1851                                           |                                                | 362                                            | 362                                            |
| 1866 | 1866                                           |                                                | 361                                            | 361                                            |
| 1872 | 1872                                           |                                                | 377                                            | 377                                            |
| 1876 | 1876                                           |                                                | 382                                            | 382                                            |
| 1881 | 1881                                           |                                                | 367                                            | 367                                            |
| 1886 | 1886                                           |                                                | 327                                            | 327                                            |
| 1891 | 1891                                           |                                                | 288                                            | 288                                            |
| 1896 | 1896                                           |                                                | 264                                            | 264                                            |
| 1901 | 1901                                           |                                                | 219                                            | 219                                            |
| 1906 | 1906                                           |                                                | 228                                            | 228                                            |
| 1911 | 1911                                           |                                                | 205                                            | 205                                            |
| 1921 | 1921                                           |                                                | 173                                            | 173                                            |
| 1926 | 1926                                           |                                                | 173                                            | 173                                            |
| 1931 | 1931                                           |                                                | 178                                            | 178                                            |
| 1936 | 1936                                           |                                                | 166                                            | 166                                            |
| 1946 | 1946                                           |                                                | 174                                            | 174                                            |
| 1954 | 1954                                           |                                                | 150                                            | 150                                            |
| 1962 | 1962                                           |                                                | 155                                            | 155                                            |
| 1968 | 1968                                           |                                                | 151                                            | 151                                            |
| 1975 | 1975                                           |                                                | 138                                            | 138                                            |
| 1982 | 1982                                           |                                                | 119                                            | 119                                            |
| 1990 | 1990                                           |                                                | 130                                            | 130                                            |
| 1999 | 1999                                           |                                                | 127                                            | 127                                            |
| 2006 | 2006                                           |                                                | 133                                            | 133                                            |
| 2015 | 2015                                           |                                                | 138                                            | 138                                            |
| 2021 | 2021                                           |                                                | 137                                            | 137                                            |
| Quelle(n): EHESS/Cassini bis 1999, INSEE ab 2006 Anmerkung(en): Ab 1962 offizielle Zahlen ohne Einwohner mit Zweitwohnsitz |                                                |                                                |                                                |                                                |

## Sehenswürdigkeiten
- Kirche Notre-Dame
- Schloss aus dem 16. und 17. Jahrhundert

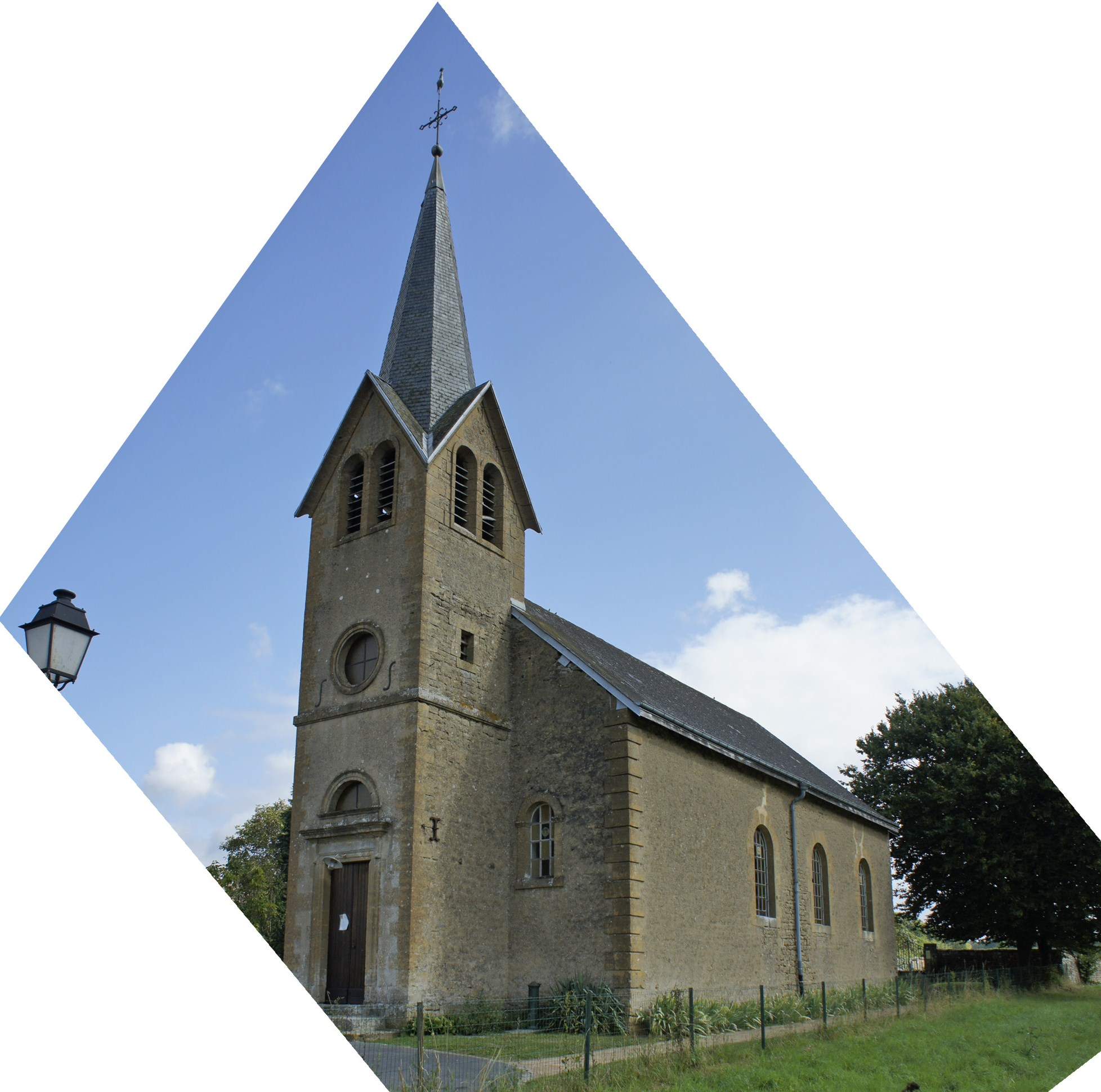
Kirche Notre-Dame
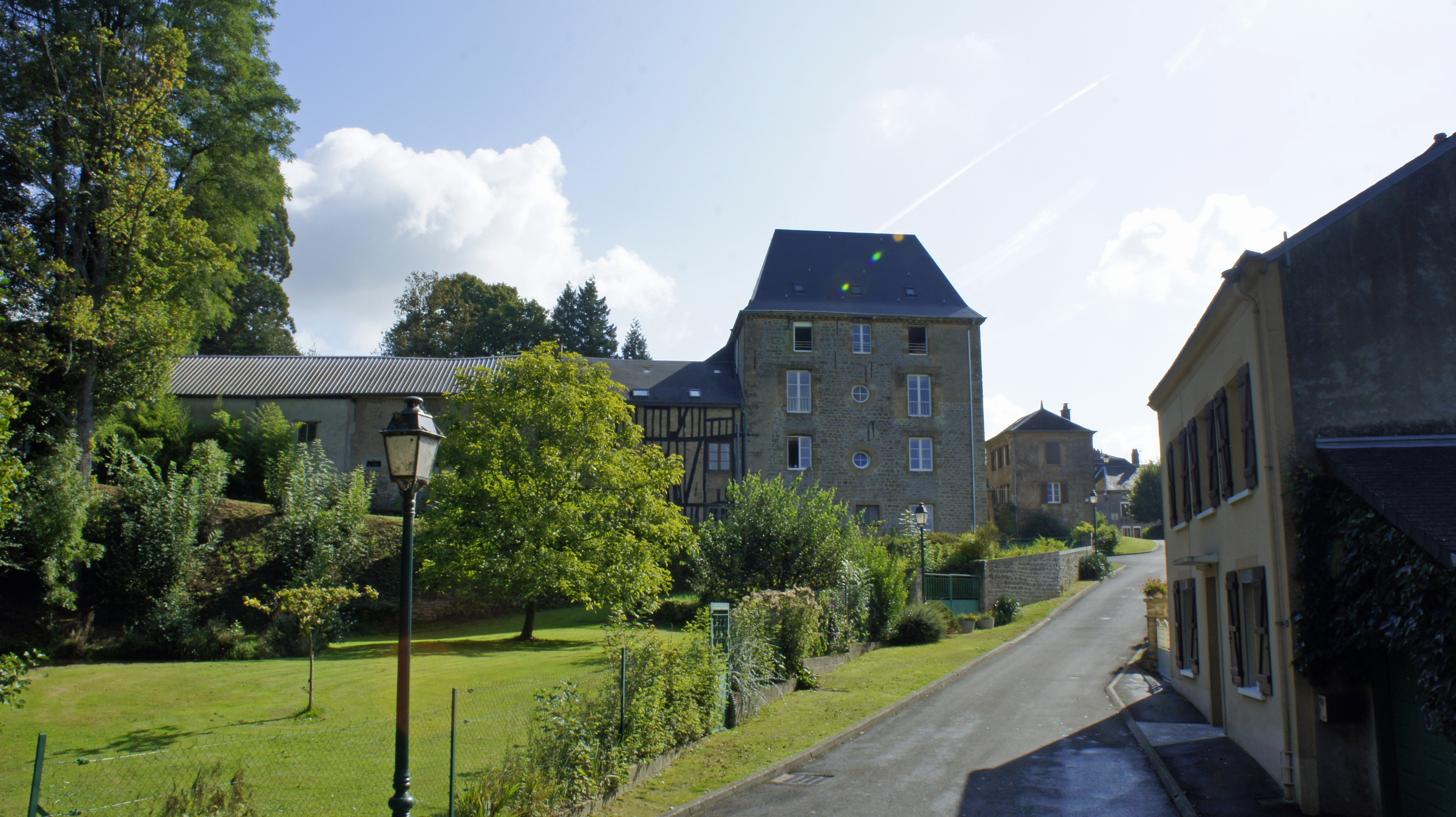
Schloss